# Condition des homosexuels sous la république de Weimar
La scène culturelle et politique homosexuelle allemande, particulièrement visible sous la république de Weimar, a été longuement commentée par les témoins contemporains. Elle a également été illustrées dans les fictions. La comédie musicale Cabaret et son adaptation au cinéma en 1972 témoignent de la persistance dans l'imaginaire populaire occidental de ce « Berlin gay » flamboyant de l'avant Troisième Reich.
La capitale allemande acquiert sous Weimar « le statut officieux de « capitale homosexuelle », du fait de la notoriété de ses bals travestis, de la diversité de ses lieux de rencontres homosexuels ».

## Essor de la scène homosexuelle allemande
Dans son rapport intitulé Le Vice organisé en Allemagne publié en 1919, l'attaché français Ambroise Got écrit : « L'un de tous les vices qui accablent l'Allemagne vaincue - (...) - l'homosexualité, retient surtout l'attention de l'étranger, non pas tant pour ses manifestations pathologiques, que par l'extraordinaire développement qu'il a connu en Allemagne ».
Ambroise Got décrit en détail les nombreuses associations homosexuelles, masculines et féminines, actives partout en Allemagne : la Ligue Berlinoise de l'Amitié, la Société hambourgeoise d'exploration scientifique à Hambourg ou encore l'association Nous à Crefeld. Ces clubs organisaient des bals costumés, des représentations théâtrales, des randonnées et des conférences.
Des revues homosexuelles militantes telles que Freundschaft (« l'Amitié ») ont beaucoup de succès à Berlin et Francfort. On y trouve des articles sur l'homosexualité dans le règne animal ou des portraits d'homosexuels illustres (Alexandre le Grand, Leonard de Vinci...). On y trouve également des annonces pour des rencontres amoureuses, un guide des établissements homosexuels et un agenda des bals.
Entre 1924 et 1930 existait aussi la revue lesbienne Die Freundin.
Les bars et clubs homosexuels sont généralement tolérés, même s’ils sont fréquemment infiltrés par des policiers en civil afin de ficher les homosexuels ou de lutter contre le crime de façon plus générale. Le racolage et la sodomie constituent toutefois des comportements qui sont la cible de la répression policière. La tolérance est aussi très inégale sur le territoire allemand. Si des villes telles Munich ou Dresde sont très répressives, Berlin est beaucoup plus ouverte, ce qui explique possiblement le foisonnement de sa scène homosexuelle, qui compte entre autres l'iconique Eldorado et le Casino Kleist.

## Militantisme

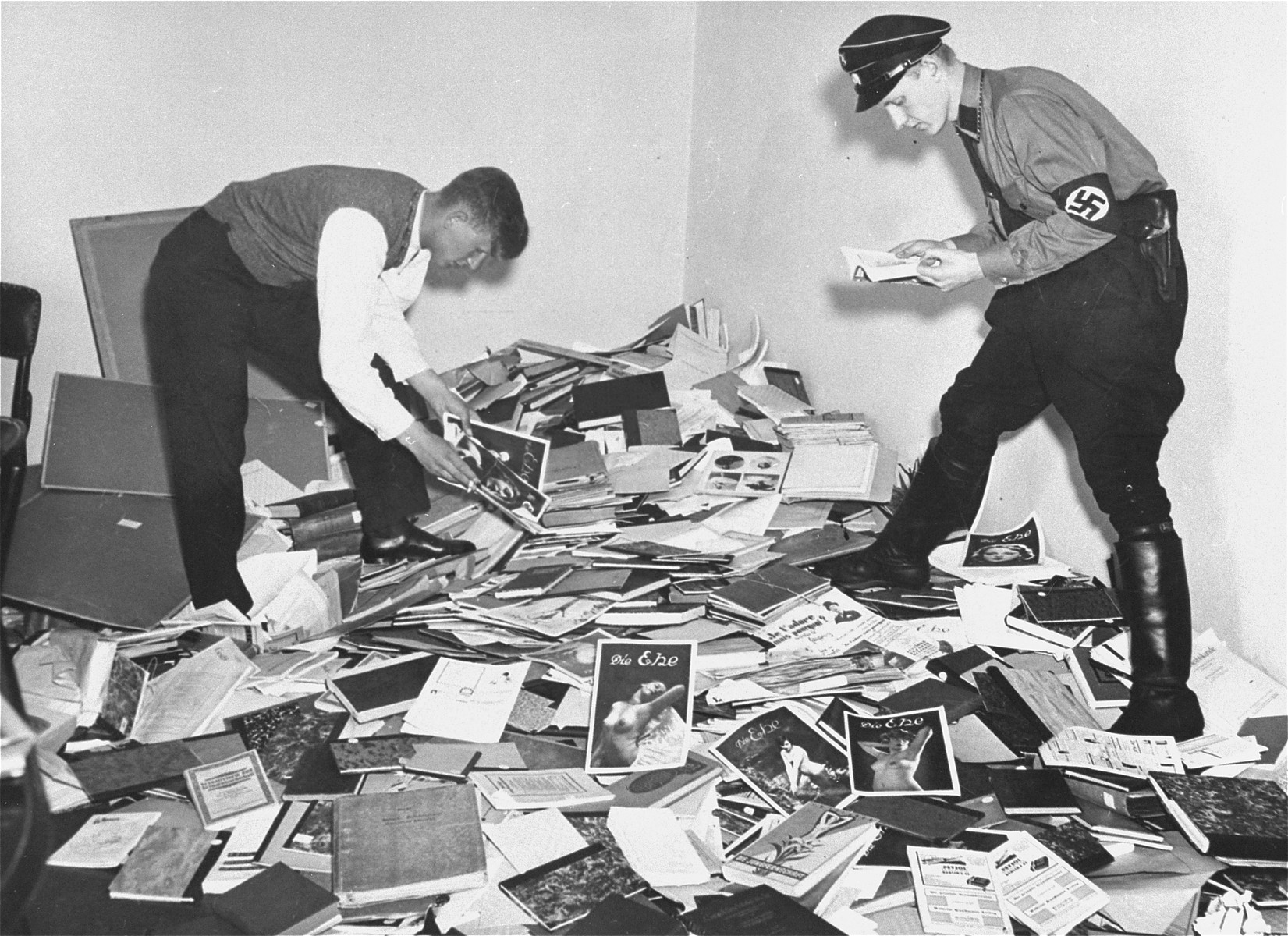
Des étudiants nazis pillent la bibliothèque de l'Institut de recherche sur la sexualité, Berlin, 6 mai 1933.

Le militantisme homosexuel est particulièrement dynamique en Allemagne durant l'entre-deux-guerres. La Ligue Mondiale pour la reforme sexuelle sur une base scientifique est fondée en 1928 par Magnus Hirschfeld, déjà fondateur du Comité scientifique humanitaire en 1897. L'objectif de la Ligue est de « créer une nouvelle attitude sociale et légale (...) à l’égard de la vie sexuelle des hommes et des femmes », attitude qui s'opposerait aux doctrines religieuses et à l'ignorance en matière de sexualité. Leur programme comprend l'égalité hommes - femmes sur le plan économique, sexuel et politique, le libre contrôle de la procréation, la décriminalisation des pratiques sexuelles dites « anormales », la mise en place de cours d'éducation sexuelle rationnels, mais aussi la stérilisation des malades mentaux à des fins eugénistes. En outre, les militants de la réforme sexuelle réclament l'abrogation du Paragraphe 175. Cet article du code pénal, prévoyant une peine de prison pour les pratiques homosexuelles entre hommes, ne sera finalement pas abrogé, malgré le soutien des partis démocrates et de gauche. Relativement peu de personnes sont condamnées en vertu de cette loi, mais elle constitue un élément de crainte permanente et alimente le chantage. En effet, de nombreux homosexuels allemands sont victimes de blackmail, c’est-à-dire qu’ils se font extorquer sous la menace de révéler leur sexualité. Cette pratique est extrêmement répandue et pousse plusieurs personnes au suicide, qui est vu comme un moyen d’échapper à la honte et au mépris social causés par le dévoilement de leur sexualité. Il est intéressant de noter que les lois mentionnées ne s’appliquent pas aux actes sexuels entre femmes ; certains projets de loi tentent d’élargir la pénalisation aux actes lesbiens, mais sans jamais y parvenir. Bien que le lesbianisme soit vu comme une faute morale, sa criminalisation est perçue comme inutile puisque, dans les mentalités de l’époque, « la croyance en la supériorité masculine est telle, et la certitude de pouvoir dompter la sexualité féminine si évidente, qu’il n’est pas besoin de prendre des lois spécifiques. La pression sociale à elle seule doit suffire à faire rentrer les femmes dans le rang ». La presse juge sévèrement le militantisme d'un Magnus Hirschfeld : la reforme sexuelle n'est pas perçue comme une priorité en ces temps d'après-guerre.
Selon Florence Tamagne, « 1925 marque un tournant répressif », alors qu’un nouveau gouvernement plus conservateur accède au pouvoir. Le paragraphe 175 est renforcé, en insistant sur les risques perçus de contamination par séduction ou propagande. En 1929, les législateurs tentent de remplacer le paragraphe 175 par le paragraphe 297, qui dépénalise les actes homosexuels, à l’exception de trois situations : s’il s’agit de prostitution, si l’une des personnes a moins de 21 ans ou si elle est en position d’autorité. De nombreux militants qualifient ces changements législatifs « d’un pas en avant et deux pas en arrière » puisque la dépénalisation s’accompagne d’une criminalisation de la prostitution masculine, auparavant ignorée par la loi, et d’un âge de majorité sexuelle plus élevé pour les hommes que pour les femmes. La crise des années 1930 rendra ce militantisme homosexuel de plus en plus difficile et l'arrivée d'Hitler au pouvoir en 1933 marquera le début d'une répression radicale des homosexuels jusqu'à leur déportation.

## Cinéma

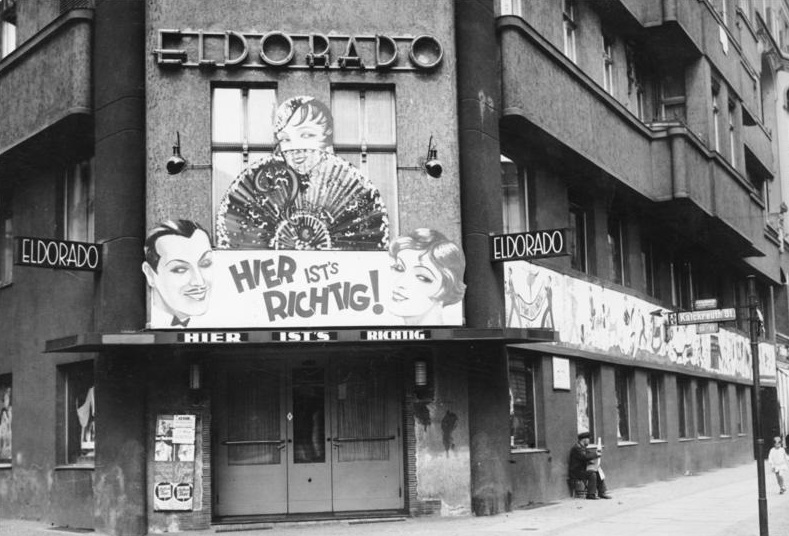
Jusqu’à sa fermeture par les nazis, le bar Eldorado était un haut lieu de rencontre homosexuel de Berlin (photographie de 1932).

La république de Weimar est une période faste pour les mouvements homosexuels comme pour l'industrie du cinéma allemand.
L'année 1919 est marquée par la sortie du film Différent des autres réalisé par Richard Oswald, premier film de l'histoire ayant pour thème l'homosexualité, abordée de façon positive et sans ambiguïté.
En 1931 sort Jeunes filles en uniforme, premier film lesbien de l'histoire du cinéma, réalisé par Leontine Sagan d'après une pièce de Christa Winsloe.
De nombreux films allemands de cette période mettent en scène des personnages homosexuels, dans des rôles principaux ou secondaires, de façon explicite ou implicite :
- Das Bildnis des Dorian Gray (1917)
- Aus eines Mannes Mädchenjahren (1919)
- Dr Mabuse, der Spieler (1922)
- Nosferatu (1922)
- Mikaël (1924)
- Wege zu Kraft und Schönheit (Les Chemins de la force et de la beauté, 1925)

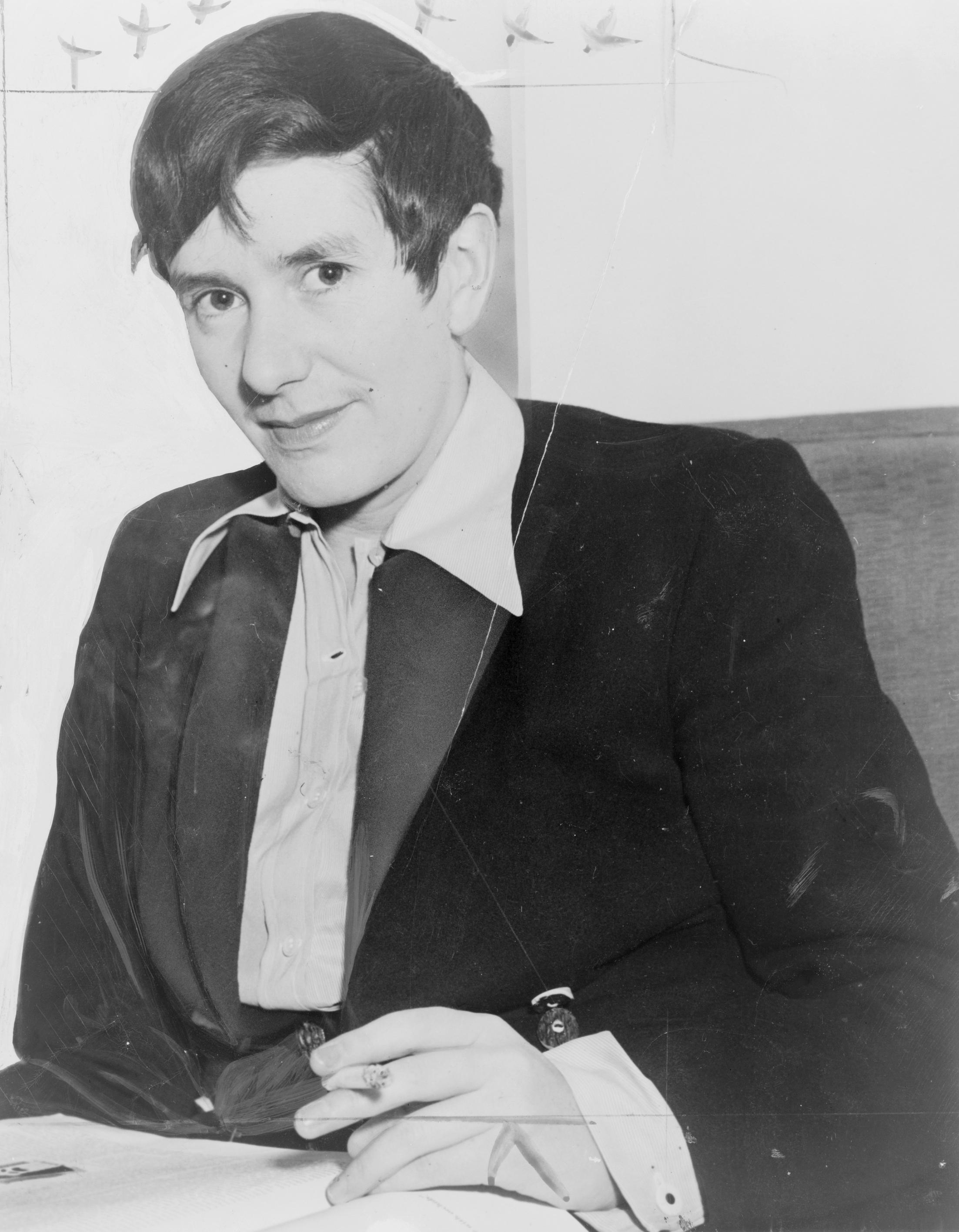
Erika Mann, femme de lettres, comédienne et chanteuse allemande.

- Der Himmel auf Erden (1927)
- Geschlecht in Fesseln (1928)

## Littérature
En 1925, l'auteur Klaus Mann publie à dix-huit ans sa première pièce de théâtre, Anja et Esther, traitant d'un amour lesbien. Il se produit sur scène à Munich et Hambourg et partage l'affiche avec sa sœur Erika Mann. En 1926, Klaus publie son premier roman, La Danse Pieuse, dans lequel il traite de son homosexualité.
En 1926, l'auteur anarchiste et homosexuel John Henry Mackay publie Der Puppenjunge, décrivant l'amour d'un homme pour un garçon des rues de Berlin.
L'écrivain britannique Christopher Isherwood a lui aussi décrit la vie gay berlinoise sous Weimar dans ses romans Mr Norris Change de Train et Adieu à Berlin. En 1929, Isherwood quitte l'Angleterre conservatrice pour Berlin dans l'intention d'y vivre librement son homosexualité : « Berlin meant Boys » (« Berlin, c'était les garçons ») admet-il dans ses journaux.
Christopher and His Kind a été adapté pour la télévision par la BBC en 2011.